# 量具
量器或量具此為古代的度量衡的用具。量器中的「量」属动词，表「用器具计算（容量）」之义。度量衡中的「量」属名词，表「容量」本义。
古代的量器，與生活相關的有斗、斛；在現代，即為測量容量、容积的器具。

## 量器的种类

### 古代量器
- 戰國：子禾子銅釜、陳純銅釜、左關銅

### 现代量器
- 如水表[5]、瓦斯表、加油站的油表等